# 赫爾希 (加利福尼亞州)
赫爾希（英語：Hershey）是位於美國加利福尼亞州科盧薩縣的一個非建制地區。該地的面積和人口皆未知。

## 地理
赫爾希的座標為38°55′32″N 121°59′48″W / 38.92556°N 121.99667°W，而該地的平均海拔高度為43米（即141英尺）。